# براد موسى
براد موسى (3 أبريل 1983 بديربان في جنوب أفريقيا - ) (بالإنجليزية: Brad Moses)‏ هو لاعب كريكت جنوب أفريقي. لعب مع KwaZulu-Natal Inland (cricket team) ‏ وDolphins (South African cricket team) ‏ وEasterns (cricket team) ‏.